# Klaus Tennstedt

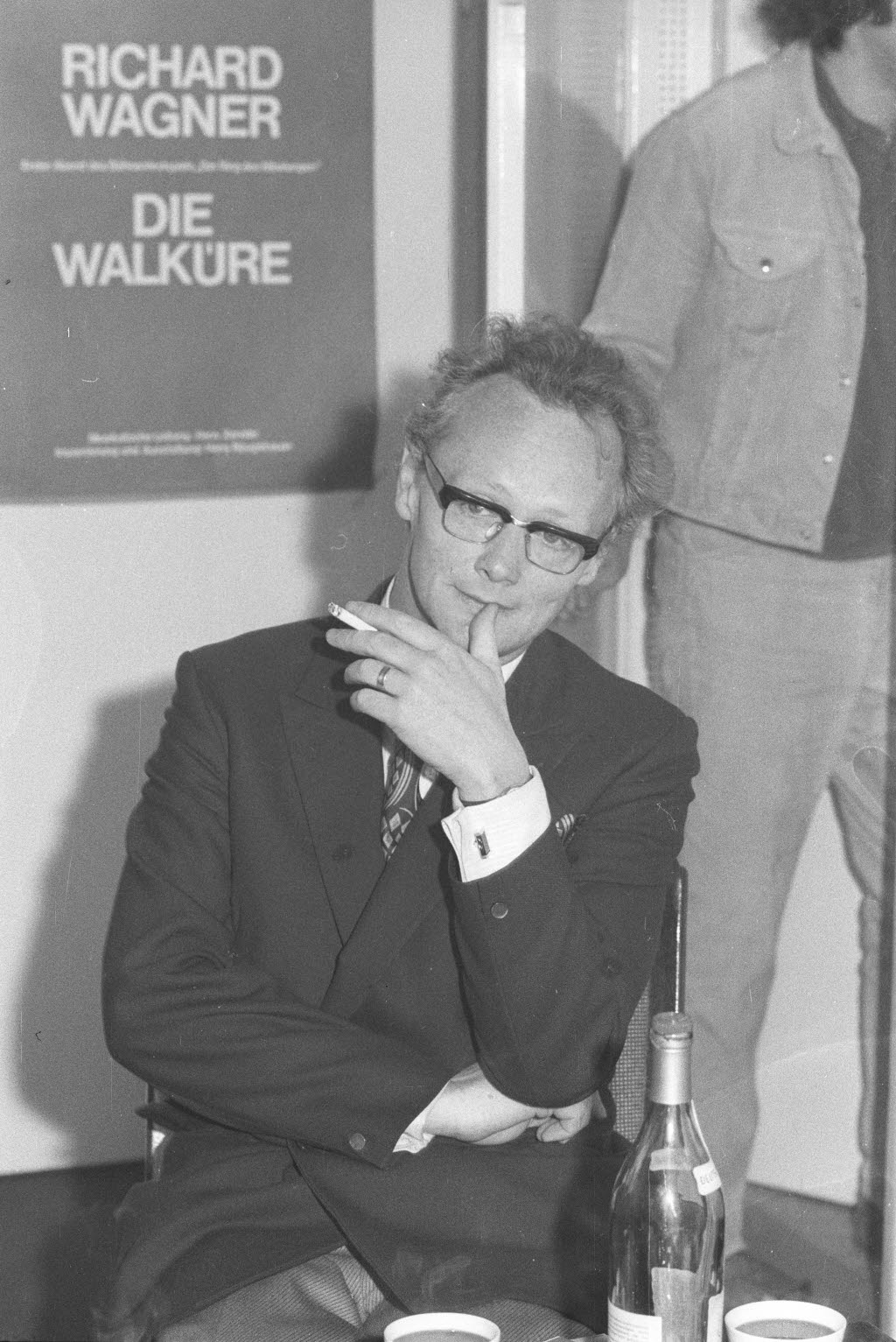
Klaus Tennstedt (1971)

Klaus Hermann Wilhelm Tennstedt (* 6. Juni 1926 in Merseburg; † 11. Januar 1998 in Heikendorf) war ein deutscher Dirigent und Violinist. Nachdem er Konzertmeister am Städtischen Orchester Halle gewesen war, musste er 1952 aus gesundheitlichen Gründen seine Violinkarriere zugunsten einer Dirigentenlaufbahn aufgeben. Er wirkte in der Folge an verschiedenen Bühnen der DDR; 1958 wurde er zum Generalmusikdirektor ernannt. Über Schweden siedelte er 1971 in die BRD über. Von 1979 bis 1981 war er Chefdirigent des NDR-Sinfonieorchesters in Hamburg. In den 1970er Jahren gelang ihm sein internationaler Durchbruch, wobei er im angloamerikanischen Raum insbesondere ob seiner Mahler-Interpretationen hochgeschätzt wird. 1987 ernannte ihn das London Philharmonic Orchestra, dessen Chefdirigent er von 1983 bis 1987 war, zum Ehrendirigenten.

## Leben und Wirken
Klaus Tennstedt wurde 1926 als Sohn des Violinisten Hermann Tennstedt (geb. 1886) und dessen Frau Agnes Steinmetz (geb. 1895) in Merseburg an der Saale in der preußischen Provinz Sachsen geboren. Sein Vater war Orchester-Vorspieler, zweite Geige des Streichquartetts des Städtischen Orchesters Halle und mit Richard Strauss bekannt, seine Mutter Amateurpianistin. Im Alter von sechs Jahren erhielt Tennstedt seinen ersten Klavierunterricht, mit zehn erlernte er zusätzlich das Violinspiel. Der Vater fungierte als sein erster Lehrer.
Nach der Schulzeit in Halle nahm er 16-jährig ein Musikstudium in den Hauptfächern Violine bei Walther Davisson und Klavier bei Anton Rohden an der Staatlichen Hochschule für Musik im benachbarten Leipzig auf. Außerdem erhielt er ebendort Theorieunterricht bei Johann Nepomuk David. Nach den Luftangriffen auf Dresden 1944 war er wohl als Feuerwehrmann eingesetzt. Im letzten Kriegsjahr wurden seine Studien endgültig unterbrochen.

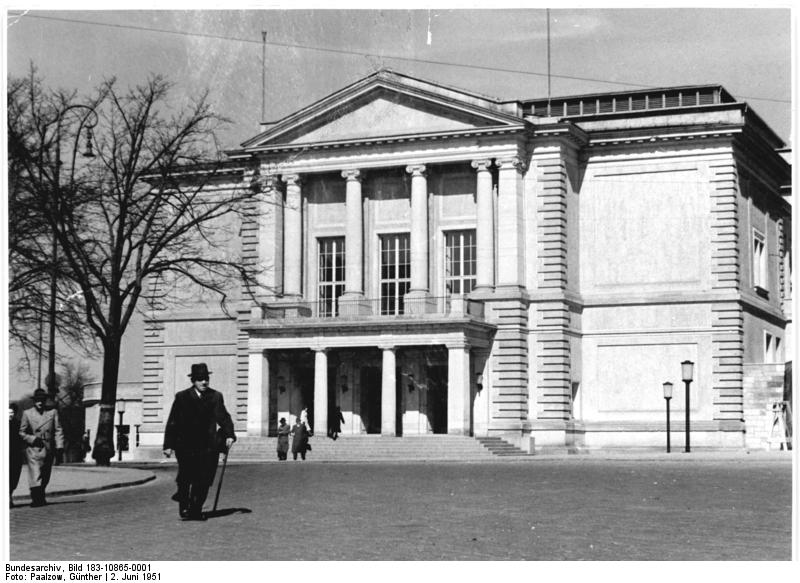
Landestheater Halle (1951)

Seine erste Anstellung fand er nach dem Zweiten Weltkrieg 1946 als Konzertmeister in Heidelberg in der amerikanischen Besatzungszone. Im Jahr 1948 zog er zurück nach Halle (Saale) in die SBZ und wurde ebendort erster Konzertmeister des Städtischen Orchesters. Er spielte unter Walter Schartner, Gerhart Wiesenhütter und Horst-Tanu Margraf. Außerdem trat er als Violinsolist auf. Eine Erkrankung an der linken Hand sollte allerdings frühzeitig seine Geigenkarriere beenden.
Im Jahr 1952 gab er am Landestheater Halle mit Rudolf Wagner-Régenys Oper Der Günstling sein Dirigentendebüt. Von 1952 bis 1954 fungierte er unter Generalmusikdirektor Horst-Tanu Margraf als (zweiter) Kapellmeister ebendort. So übernahm er 1953 die musikalische Leitung bei Wolf-Ferraris Il campiello.
Danach ging er als 1. Kapellmeister an das Opernhaus Chemnitz, damals jüngst umbenannt in Karl-Marx-Stadt. 1955 dirigierte er in Chemnitz Verdis Falstaff und übernahm dort mehrere Konzert- und Opern-Produktionen als Stellvertreter des erkrankten GMD Martin Egelkraut. Im Jahr 1956 übernahm er in Chemnitz die DDR-Erstaufführung von Egks Circe. Von 1958 bis 1962 war er Generalmusikdirektor an den Landesbühnen Sachsen in Dresden-Radebeul. Er brachte Die Schule der Frauen von Rolf Liebermann und Der grüne Kakadu von Richard Mohaupt zur DDR-Erstaufführung. 1961 oblag ihm die Uraufführung von Konts Lysistrate. Von 1962 bis 1971 wirkte er in gleicher Position am Mecklenburgischen Staatstheater Schwerin. Hier gestaltete er mehrere DDR-Erstaufführungen wie Liebermanns Penelope, Einems Dantons Tod und Hindemiths Cardillac. Zum 400-jährigen Jubiläum der Mecklenburgischen Staatskapelle Schwerin brachte er die Bach-Variationen für großes Orchester von Paul Dessau zur Uraufführung. Während seiner Schweriner Verpflichtung, 1967, führte er mit dem Gewandhausorchester Leipzig das Konzert für Orchester von Peter Herrmann urauf. Regelmäßig trat er mit der Dresdner Philharmonie in Erscheinung u. a. dirigierte er 1968 die Uraufführung des Cembalokonzerts (1967/68) von Herbert Collum. Ferner war er Gastdirigent an der Komischen Oper Berlin, wo er 1970 das von Tom Schilling inszenierte und choreografierte Ballett Undine von Hans Werner Henze leitete. Weitere Gastdirigate führten ihn durch den Ostblock. Im Jahr 1968 gastierte er in Österreich beim Mozarteumorchester Salzburg. Zu jener Zeit pflegte er ein breites Repertoire, insbesondere aber die klassischen und romantischen Werke.
Nach einem Gastspiel 1971 im schwedischen Göteborg kehrte er nicht in die DDR zurück. Dort war er am Stora Teatern und für das Sveriges Radios Symfoniorkester tätig. Im Anschluss siedelte er in die BRD über. Von 1972 bis 1979 war er als Nachfolger Hans Zenders Generalmusikdirektor am Opernhaus Kiel. 1974 debütierte er mit der Boulevard Solitude von Hans Werner Henze an der Bayerischen Staatsoper in München.
Sein internationaler Durchbruch gelang ihm 1974. Nach einer Aufführung von Bruckners 7. Sinfonie wurde er vom Managing Director Walter Homburger zum Toronto Symphony Orchestra eingeladen. Wenig später debütierte er mit dem Boston Symphony Orchestra beim  Tanglewood Festival. 1975 unterschrieb er bei der New Yorker Konzertagentur Columbia Artists. Es folgten erste Auftritte bei den anderen großen US-amerikanischen Orchestern in Chicago, New York, Cleveland und Philadelphia. Zeitweise war er in der engeren Wahl für die Nachfolge Lorin Maazels beim Cleveland Orchestra in Ohio. Von 1979 bis 1983 war er Principal Guest Conductor des Minnesota Orchestra in Minneapolis, Minnesota. 1983 debütierte er mit Beethovens Fidelio an der Metropolitan Opera in New York.
Im Jahr 1976 debütierte er beim London Symphony Orchestra. Im Folgejahr unterzeichnete er einen Exklusivvertrag bei EMI. Außerdem war er Gast beim Orchestre de Paris, beim Symphonieorchester des Bayerischen Rundfunks, beim Berliner Philharmonischen Orchester und bei den Wiener Philharmonikern (Salzburger Festspiele 1982). 1978 dirigierte er als erster Deutscher das Israel Philharmonic Orchestra.
Ab 1979 war er als Nachfolger von Moshe Atzmon Chefdirigent des NDR-Sinfonieorchesters in Hamburg. Während einer Konzertreise in Paris 1981 löste er sich vorzeitig von seinem Vertrag. Nach Ulrike Henningsen machten ihm „zahlreiche kulturpolitisch bedingte Angriffe der Hamburger Presse gegen den NDR“ zu schaffen. Außerdem gab es Meinungsverschiedenheiten mit dem Orchester.

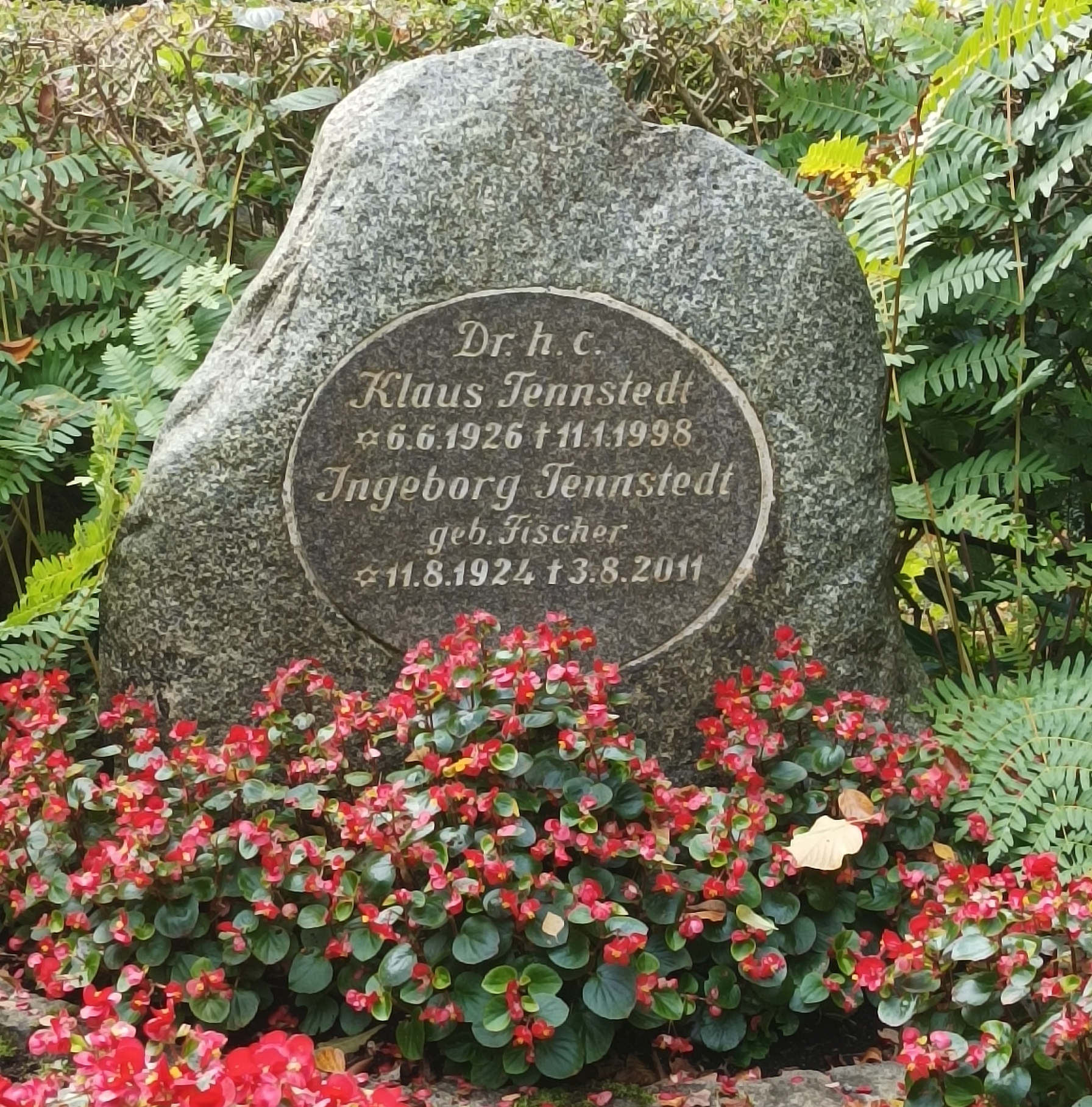
Grab von Klaus und Ingeborg Tennstedt auf dem Friedhof Heikendorf

Nachdem er erstmals 1977 Guest Conductor sowie von 1980 bis 1983 Principal Guest Conductor gewesen war, wurde er im September 1983 in der Nachfolge von Sir Georg Solti Chefdirigent und Musikdirektor des London Philharmonic Orchestra (LPO). 1984 tourte er durch Japan und Hongkong. 1985 trat er beim Musik-Festival in Perugia auf. In den 1980er und 1990er Jahren trat er mit dem LPO wiederholt bei den Proms in der Royal Albert Hall auf. Zu seinem Repertoire gehörten u. a. Mahler, Bruckner, Beethoven und Mozart. So spielte er mit dem LPO sämtliche Mahler-Sinfonien sowie die Klavierkonzerte von Schumann, Grieg und Brahms ein. Aus gesundheitlichen Gründen unterbrach er 1986 und 1987 zweimal seine Tätigkeit in London. 1994 beendete er seine Dirigentenkarriere.
Wie Kurt Masur gehörte er zu den „Repräsentanten einer genuin deutschen Musikkultur“. Seine Vorliebe galt der Spätromantik. Insbesondere pflegte er die deutsche Sinfonik von Brahms, Bruckner und Mahler. Tennstedt galt als charismatischer Dirigent und bewunderte Wilhelm Furtwängler. Ein „hochexpressiver, beseelter, gelegentlich Details souverän mißachtender Aufführungsstil“ wurde ihm von Wolfgang Sandner zugeschrieben. Nach dem Musikwissenschaftler Stephan Hörner war er „spät zu internationalem Ruhm gekommen, von Selbstzweifeln und Unsicherheit gequält, fand er in (West-)Deutschland bei Publikum und Kritik nur zurückhaltende Anerkennung, während er in den USA und in Großbritannien zu den bedeutendsten Dirigenten seiner Generation gezählt wurde.“
Tennstedt, evangelisch, war ab 1960 mit der Sängerin (Alt) Ingeborg (Inge), geb. Fischer (1924–2011), verheiratet und Vater eines Kindes. Er war Inhaber eines Flugscheins. Zuletzt lebte er in Heikendorf im Kreis Plön, wo er 1998 im Alter von 71 Jahren verstarb.

## Auszeichnungen
- Fritz-Reuter-Kunstpreis des Bezirkes Schwerin (1966)[28]
- Preis für die beste Mahler-Interpretation des Jahres 1979 durch die Gustav-Mahler-Gesellschaft in Wien (1980)[2]
- Bundesverdienstkreuz 1. Klasse (1986)[1]
- Nominierung für die Grammy Awards (1987) für die Einspielung von Mahlers 8. Sinfonie[29]
- Conductor Laureate des London Philharmonic Orchestra (1987)[1]
- Ehrenmitglied der Royal Academy of Music (1990)[1]
- Royal Philharmonic Society Music Award (1992)[30]
- Kulturpreis der Stadt Kiel (1992)[31]
- Ehrendoktorwürde der University of Oxford (1994)[1]

Postum
- Toblacher Schallplattenpreis (2009) für die CD-Wiederveröffentlichung von Mahlers 6. Sinfonie[32]
- Toblacher Schallplattenpreis (2015) für die CD-Wiederveröffentlichung von Mahlers 5. Sinfonie und Kindertotenlieder[33]